# Indohyus
Indohyus – rodzaj ssaka z rzędu parzystokopytnych (Artiodactyla) żyjącego w środkowym eocenie, około 48 mln lat temu, na terenie dzisiejszej Azji. Jego nazwa oznacza „indyjska świnia”.

## Historia odkryć
Pierwsze skamieniałości Indohyus zostały odnalezione indyjskim w Kaszmirze w 1971 roku przez indyjskiego geologa Rangę Rao, który odkrył kilka zębów i fragment kości szczękowej. Skamieniałości spoczywały w skałach środkowoeoceńskich leżących w regionie Kalakot, blisko miejsca Sindkhatudi.
Kiedy Rao zmarł, wiele szczątków Indohyus wciąż tkwiło w zebranych przez niego skałach. Wdowa po Rao przekazała je Thewissenowi. Jeden z asystentów Thewissena przypadkowo złamał jedną z czaszek – odkryto wtedy, że zawiera ona struktury spotykane jedynie w czaszkach waleni oraz żyjącego wcześniej lądowego prawalenia z rodzaju Pakicetus.

## Budowa
Indohyus osiągał rozmiary zbliżone do szopa pracza i ważył mniej niż 50 kg.
W jego budowie zaznaczają się już pewne cechy typowe dla późniejszych waleni, łączą go z nimi pewne synapomorfie. Miał choćby pogrubioną przyśrodkową część auditory bulla.
Ułożeniem siekaczy również przypominał późniejsze walenie, podobnie jak wysokimi koronami tylnych przedtrzonowców.
Podobnie jak przedstawiciele rodziny Pakicetidae, Indohyus miał wydłużony ogon oraz kończyny, brakowało jednak u niego niektórych występujących u Pakicetidae przystosowań do prowadzenia wodnego trybu życia, dlatego też był prawdopodobnie bardziej niż one związany z lądem. Smukłe kości szkieletu pozaczaszkowego przypominają te występujące u lądowych parzystokopytnych, lecz wykazuje jednocześnie wstępną formę osteosklerozy – cechy wiążącej się z wodnym trybem życia, w bardziej zaawansowanej formie obecnej u Pakicetidae.

## Systematyka
Thewissen i współpracownicy w wydaniu czasopisma „Nature” z grudnia 2007 stwierdzają na podstawie wyjątkowo kompletnego szkieletu Indohyus odkrytego w Kaszmirze, że Raoellidae mogą być taksonem siostrzanym waleni (Cetacea). Analiza filogenetyczna przeprowadzona przez autorów potwierdza, że Indohyus i walenie są grupami siostrzanymi. Oczywiście można by zdefiniować walenie w ten sposób, by Indohyus również się do niej zaliczał, badacze jednak wolą zaliczać doń Pakicetidae, Ambulocetidae, Remingtonocetidae, Basilosauridae, zębowce i fiszbinowce. Wobec tego Raoellidae należą do rzędu parzystokopytnych.
Thewissen i inni zaproponowali w 2007 następujące drzewo (znacznie uproszczono):
|  | Hyopsodus                  |
|  |                            |
|  | Meniscotherium, Phenacodon |
|  |                            |

| Raoellidae | \| \| Indohyus \| \| \| \| \| \| Khirtaria \| \| \| \| |
|            | \| \| Indohyus \| \| \| \| \| \| Khirtaria \| \| \| \| |
|            | Cetacea                                                |
|            |                                                        |
|            | Indohyus                                               |
|            |                                                        |
|            | Khirtaria                                              |
|            |                                                        |

|  | Indohyus  |
|  |           |
|  | Khirtaria |
|  |           |

| Raoellidae | \| \| Indohyus \| \| \| \| \| \| Khirtaria \| \| \| \| |
|            | \| \| Indohyus \| \| \| \| \| \| Khirtaria \| \| \| \| |
|            | Cetacea                                                |
|            |                                                        |
|            | Indohyus                                               |
|            |                                                        |
|            | Khirtaria                                              |
|            |                                                        |

|  | Indohyus  |
|  |           |
|  | Khirtaria |
|  |           |

| Raoellidae | \| \| Indohyus \| \| \| \| \| \| Khirtaria \| \| \| \| |
|            | \| \| Indohyus \| \| \| \| \| \| Khirtaria \| \| \| \| |
|            | Cetacea                                                |
|            |                                                        |
|            | Indohyus                                               |
|            |                                                        |
|            | Khirtaria                                              |
|            |                                                        |

|  | Indohyus  |
|  |           |
|  | Khirtaria |
|  |           |

| Raoellidae | \| \| Indohyus \| \| \| \| \| \| Khirtaria \| \| \| \| |
|            | \| \| Indohyus \| \| \| \| \| \| Khirtaria \| \| \| \| |
|            | Cetacea                                                |
|            |                                                        |
|            | Indohyus                                               |
|            |                                                        |
|            | Khirtaria                                              |
|            |                                                        |

|  | Indohyus  |
|  |           |
|  | Khirtaria |
|  |           |

| Raoellidae | \| \| Indohyus \| \| \| \| \| \| Khirtaria \| \| \| \| |
|            | \| \| Indohyus \| \| \| \| \| \| Khirtaria \| \| \| \| |
|            | Cetacea                                                |
|            |                                                        |
|            | Indohyus                                               |
|            |                                                        |
|            | Khirtaria                                              |
|            |                                                        |

|  | Indohyus  |
|  |           |
|  | Khirtaria |
|  |           |

| Raoellidae | \| \| Indohyus \| \| \| \| \| \| Khirtaria \| \| \| \| |
|            | \| \| Indohyus \| \| \| \| \| \| Khirtaria \| \| \| \| |
|            | Cetacea                                                |
|            |                                                        |
|            | Indohyus                                               |
|            |                                                        |
|            | Khirtaria                                              |
|            |                                                        |

|  | Indohyus  |
|  |           |
|  | Khirtaria |
|  |           |

| Raoellidae | \| \| Indohyus \| \| \| \| \| \| Khirtaria \| \| \| \| |
|            | \| \| Indohyus \| \| \| \| \| \| Khirtaria \| \| \| \| |
|            | Cetacea                                                |
|            |                                                        |
|            | Indohyus                                               |
|            |                                                        |
|            | Khirtaria                                              |
|            |                                                        |

|  | Indohyus  |
|  |           |
|  | Khirtaria |
|  |           |

| Raoellidae | \| \| Indohyus \| \| \| \| \| \| Khirtaria \| \| \| \| |
|            | \| \| Indohyus \| \| \| \| \| \| Khirtaria \| \| \| \| |
|            | Cetacea                                                |
|            |                                                        |
|            | Indohyus                                               |
|            |                                                        |
|            | Khirtaria                                              |
|            |                                                        |

|  | Indohyus  |
|  |           |
|  | Khirtaria |
|  |           |

Jednakże nie wszyscy paleontolodzy są przekonani, że Indohyus rzeczywiście jest poszukiwaną formą przejściową pomiędzy ssakami lądowymi a waleniami. Niektórzy za bliższych krewnych waleni uznają ssaki należące do wymarłego rzędu Mesonychia, inni – hipopotamowate i sugerują, że adaptacje do wodnego trybu życia występujące u waleni i hipopotamów mogą być odziedziczone po wspólnym przodku. Analiza przeprowadzona przez Spalding, O'Leary i Gatesy'ego jako takson siostrzany waleni wskazuje Indohyus, jednak wydłużenie drzewa filogenetycznego o dwa stopnie w stosunku do najbardziej parsymonicznego powoduje, iż Mesonychia znajdują się bliżej waleni niż Indohyus. W artykule w „ScienceNOW” zauważono, że walenie w tak dużym stopniu różnią się od innych ssaków, że naukowcy nie są w stanie ustalić ich pochodzenia.

## Rozmieszczenie geograficzne i paleoekologia
Pozostałości rodzaju znaleziono w Indiach, na terenie obecnego stanu Kaszmir. Spoczywała w skałach pochodzących ze środkowego eocenu.

## Paleobiologia
Bardziej zaawansowane ewolucyjnie od Indohyus walenie Pakicetidae prowadziły wodny tryb życia. Powstaje zatem pytanie, czy Indohyus również żył w wodzie, czy też raczej prowadził lądowy tryb życia. By to sprawdzić, Thewissen i inni zbadali histologicznie jego kości. Otóż u niektórych ssaków wodnych zachodzi proces zwany osteosklerozą, wyrażający się grubszą kością korową. Ułatwia on kroczenie po dnie zbiornika bądź utrzymywanie głębokości pomimo siły wyporu. Zaobserwowano go u licznych ssaków wodnych, jak hipopotamowate, wydry, wczesne walenie, manatowate, ale też u mezozoicznych gadów morskich. Podobne zmiany w kościach udało się znaleźć również w przypadku Indohyus.

Indohyus odżywiał się pokarmem roślinnym. Thewissen i współpracownicy sugerują, że w razie zagrożenia szukał schronienia w wodzie. Ssak ten wykazywał oznaki przystosowania do wodnego trybu życia, takie jak grube i ciężkie powłoki zewnętrzne kości, ułatwiające pozostanie pod wodą. Wartości izotopu tlenu δ18O w zębach dowodzą, że Indohyus prowadził ziemnowodny tryb życia, jednak badania wartości izotopu węgla δ13C wskazują, że prawdopodobnie odżywiał się na lądzie, choć nie wykluczono wyspecjalizowanej diety wodnej. Autorzy uważają, że reprezentował pośredni etap powrotu ssaków do wody i sugerują zmianę spojrzenia na ewolucję waleni. Korony zębów Indohyus nie są zbyt podobne do tych występujących u waleni, jednak ogólną budową jego zęby bardziej przypominają zęby waleni niż bazalnych parzystokopytnych. Na lądzie Indohyus prawdopodobnie poruszał się palcochodnie, a jego kończyny były stabilizowane środkowobocznie i funkcjonowały głównie w zginaniu i prostowaniu kończyny w płaszczyźnie przystrzałkowej.